# Bruno Kernen
Bruno Kernen (Thun, 1 de julio de 1972) es un deportista suizo que compitió en esquí alpino; campeón mundial en 1997.
Participó en tres Juegos Olímpicos de Invierno, entre los años 1998 y 2006, obteniendo una medalla de bronce en Turín 2006, en la prueba de descenso.
Ganó cuatro medallas en el Campeonato Mundial de Esquí Alpino entre los años 1997 y 2007. En la Copa del Mundo consiguió tres victorias y siete podios en total.

## Palmarés internacional
| Juegos Olímpicos   | Juegos Olímpicos   | Juegos Olímpicos  | Juegos Olímpicos |
| Año                | Lugar              | Medalla           | Prueba           |
| ------------------ | ------------------ | ----------------- | ---------------- |
| 2006               | Turín (Italia)     | Medalla de bronce | Descenso         |
| Campeonato Mundial |                    |                   |                  |
| Año                | Lugar              | Medalla           | Prueba           |
| 1997               | Sestriere (Italia) | Medalla de oro    | Descenso         |
| 1997               | Sestriere (Italia) | Medalla de plata  | Combinada        |
| 2003               | St. Moritz (Suiza) | Medalla de bronce | Descenso         |
| 2007               | Åre (Suecia)       | Medalla de bronce | Supergigante     |